# Lope (película)
Lope es un drama dirigido por Andrucha Waddington estrenado el 3 de septiembre de 2010. Está protagonizado por Alberto Ammann e inspirado en la juventud de Lope de Vega.
Fue preseleccionada para representar a España en los Óscar junto a Celda 211 y También la lluvia. Al final, esta última fue elegida por la Academia de cine.

## Argumento
Un joven soldado regresa de la guerra, tras su participación en la batalla de la Isla Terceira, al Madrid en construcción del siglo XVI. Como cientos de jóvenes aún no tiene claro el camino que quiere seguir. Mientras lucha por sus inquietudes y ambiciones, dos mujeres se cruzan en su vida. Una liberal, empresaria de éxito; la otra noble, soñadora.
Junto al amor se le presenta la aventura y mientras aprende lo que de verdad significa amar, es perseguido por la justicia, encarcelado, amenazado por sicarios y bandidos hasta esconderse en el puerto de Lisboa, donde se está preparando la mayor flota militar que haya contemplado el mar. Un relato de amor y aventuras tremendamente actual, sobre un joven Lope de Vega que supo enamorar y contar las historias mejor que nadie.

## Palmarés cinematográfico
XXV edición de los Premios Goya
| Categoría                     | Persona                                             | Resultado |
| ----------------------------- | --------------------------------------------------- | --------- |
| Mejor actriz de reparto       | Pilar López de Ayala                                | Nominada  |
| Mejor canción original        | Que el soneto nos tome por sorpresa Jorge Drexler   | Ganador   |
| Mejor dirección artística     | César Macarrón                                      | Nominado  |
| Mejor dirección de producción | Edmon Roch Colom Toni Novella                       | Nominados |
| Mejor diseño de vestuario     | Tatiana Hernández                                   | Ganadora  |
| Mejor maquillaje y peluquería | Karmele Soler Martín Macías Trujillo Paco Rodríguez | Nominados |
| Mejores efectos especiales    | Raúl Romanillos Marcelo Siqueira                    | Nominados |